# Willy Rosenstein

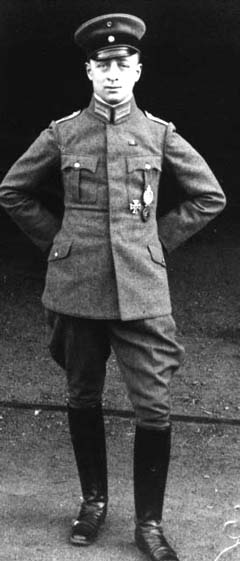
Willy Rosenstein

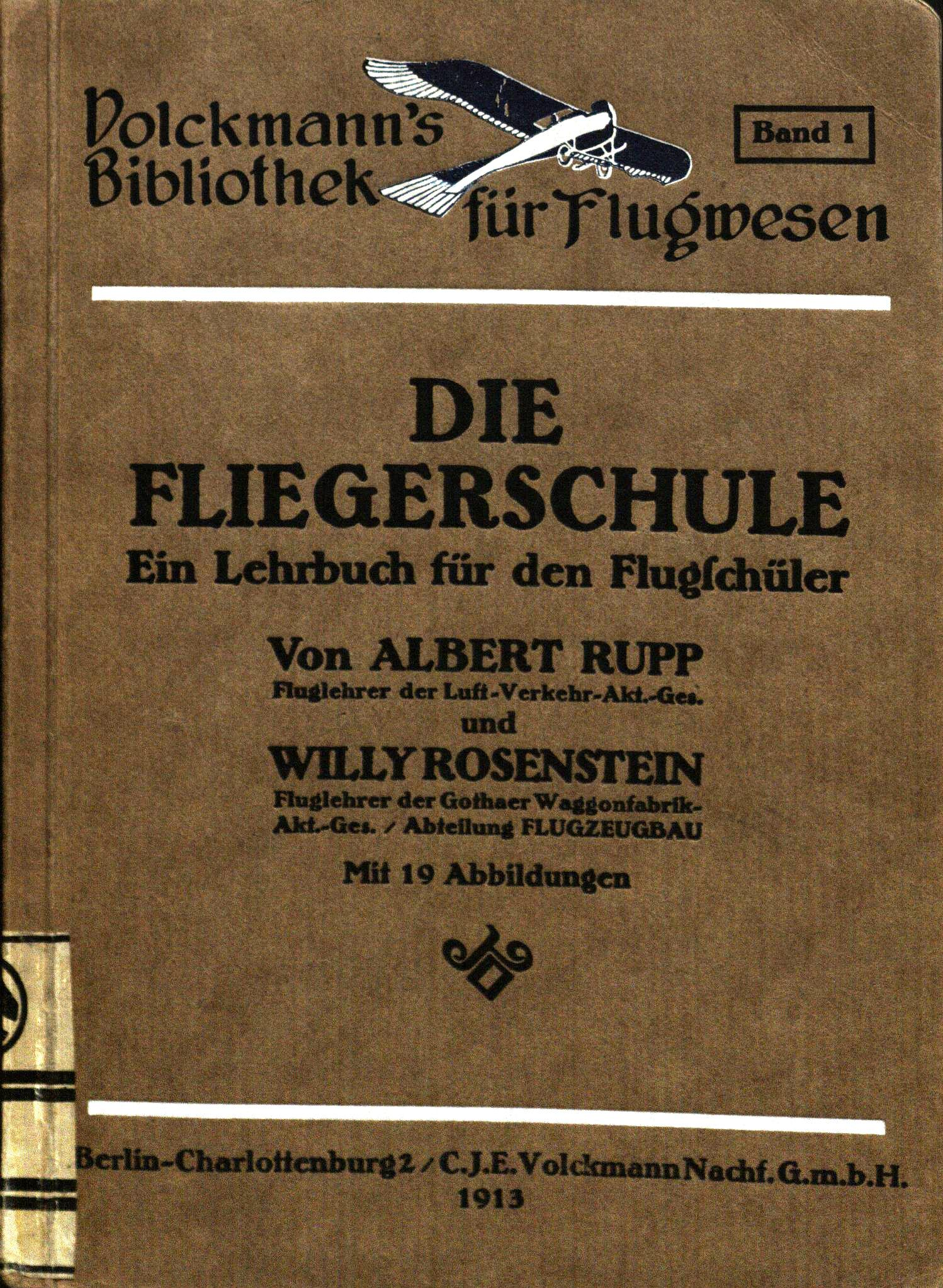
Das Buch Die Fliegerschule von Rosenstein und Albert Rupp

Willy Rosenstein (* 28. Januar 1892 in Wiesbaden; † Mai 1949 in Rustenburg, Südafrika) war ein deutscher Pilot, Kampfflieger und Automobilrennfahrer.

## Jugend und Erster Weltkrieg
Rosenstein wuchs in Stuttgart als Sohn einer vermögenden Familie auf. 1912 erwarb er an der Flugschule in Berlin-Johannisthal den deutschen Flugschein mit der Nr. 170, womit er zu den Alten Adlern zählt, und wurde Fluglehrer der Rumpler Flugzeugwerke GmbH. 1913 wechselte er zur Gothaer Waggonfabrik und fungierte als Entwickler und Testpilot. Am 28. Januar 1914 absolvierte er seinen 3000. Flug auf einer Gotha-Taube; im Jahr zuvor hatte er den „Mecklenburger Rundflug“ gewonnen.
1915 meldete sich Rosenstein freiwillig als Soldat und nahm als Aufklärer am Ersten Weltkrieg teil. Im April 1916 wurde er durch einen Abschuss bei Verdun schwer verletzt, konnte aber genesen und wurde mit dem Eisernen Kreuz I. Klasse ausgezeichnet. Anschließend nahm er seinen Dienst wieder auf und wurde zur Jagdstaffel 27 versetzt, die später von Hermann Göring geführt wurde, dessen Flügelmann er oft war. Als Göring in seinem Beisein eine antisemitische Äußerung machte, verlangte Rosenstein, der Jude war, eine Entschuldigung. Als Göring diese verweigerte, ließ sich Rosenstein zur Jagdstaffel 40 versetzen. Er beendete den Krieg mit neun Luftsiegen und war mit dem Verwundetenabzeichen, dem Orden vom Zähringer Löwen sowie der Silbernen Württembergischen Militärverdienstmedaille dekoriert. Rosenstein wurde 1918 für den Orden Königlicher Hausorden von Hohenzollern empfohlen, erhielt ihn jedoch durch das Kriegsende nicht mehr.

## Karriere als Autorennfahrer
Nach Kriegsende begründete Rosenstein in Stuttgart ein Unternehmen zur Herstellung von Kompressoren, u. a. für Daimler-Benz. In den 1920er Jahren begann er, auf einem Mercedes-Benz SSK als Privatfahrer Autorennen zu bestreiten, mit seiner Frau Paula als Beifahrerin. Sein erfolgreichstes Rennen fuhr Willy Rosenstein mit Adolf Rosenberger auf dem Nürburgring am 14. Juli 1929 beim Großen Preis der Nationen als sie Zweite in der Sportwagenklasse über 3-Liter und Gesamtsechste wurden. Im Zuge der Weltwirtschaftskrise musste er die Autorennen aus finanziellen Gründen aufgeben. Der Mercedes-Benz von Willy Rosenstein befindet sich heute im Besitz eines deutschen Oldtimersammlers.

## Emigration und Tod
Nach der Machtergreifung wurde es dem jüdischen Rosenstein verwehrt, weiter zu fliegen. Er emigrierte 1936 mit der Hilfe von Göring nach Südafrika, bei ihm waren seine Frau sowie zwei Söhne. Sein Fliegerkamerad Carl Degelow soll bei Göring für ihn interveniert haben, so dass er drei Bücker-Flugzeuge sowie Ersatzteile mitnehmen durfte. Mit diesen Flugzeugen eröffnete er in Südafrika gemeinsam mit Kurt Katzenstein die „Union Aviation“ eine Flugschule, die darüber hinaus Flugzeuge der Flugzeugwerke Bücker in Afrika vertrieb. Nach Beginn des Zweiten Weltkriegs wurden beide einige Monate als „feindliche Ausländer“ interniert.
Rosenstein starb 1949, als sein Flugzeug mit dem eines Flugschülers kollidierte.

## Familie
1921 heiratete Willy Rosenstein seine erste Frau Hedwig Rothstein, die aus der „Salamander-Dynastie“ stammte und mit 33 Jahren starb. Aus dieser Ehe entstammt der Sohn Ernst, der im Zweiten Weltkrieg als Flieger bei der Royal Air Force kämpfte und 1945 über dem Mittelmeer abgeschossen wurde. Nachdem seine zweite Frau Paula ihn verlassen hatte, heiratete Rosenstein ein drittes Mal.

## Schriften
- mit Albert Rupp: Die Fliegerschule. Ein Lehrbuch für den Flugschüler. Volckmann, Berlin 1913.